# Bataille de Svitlodarsk
Invasion de l'Ukraine par la Russie de 2022
Batailles
Offensive de Kiev (Jytomyr, Kiev) : 
- 1re Hostomel
- Tchernobyl
- Ivankiv
- Kiev
- 2e Hostomel
- Vassylkiv
- Boutcha
- Irpin
  - Bombardement de réfugiés
- Jytomyr
- Mochtchoun
- Makariv
- Brovary

Offensive du Nord (Tchernihiv, Soumy) :
- Hloukhiv
- Slavoutytch
- Bombardements
- Soumy
- Trostianets
- Tchernihiv
- Okhtyrka
- Lebedyn
- Konotop
- Romny
- Desna
- Escarmouches frontalières

Russie  (Briansk, Belgorod) :
- Incursions en Russie occidentale
  - Oblast de Briansk
  - Oblasts de Belgorod et de Koursk
    - Incursions de 2024

  - Bombardement de Belgorod
- Oblast de Koursk (août 2024)

Campagne de l'Est (Donetsk, Louhansk, Kharkiv)
Kharkiv :
- 1re Kharkiv
  - Tchouhouïv
  - Bombardements : en février
  - en mars
  - en avril
  - du bâtiment administratif
- Izioum
- 2e Kharkiv
  - Balaklia
  - 1re Koupiansk
  - Chevtchenkove
- 3e Kharkiv

Nord du Donbass:
- Starobilsk
- Sloviansk
  - Dovhenke
  - 1re Lyman
  - Sviatohirsk
  - Bohorodychne et Krasnopillia
  - Bombardements : Bilohorivka
  - Kramatorsk
- Sievierodonetsk
  - Kreminna
  - Donets
  - Roubijné
  - Popasna
  - Tochkivka
  - Massacre
- Lyssytchansk
- 2e Kharkiv
  - Balaklia
  - 1re Koupiansk
  - Chevtchenkove
  - 2e Lyman
- Oblast de Louhansk
  - Ligne Svatove-Kreminna
  - Serebryansky
  - 2e Koupiansk

 Centre du Donbass:
- Horlivka
- Popasna
- Svitlodarsk
- Bakhmout
  - Soledar
- Siversk
- Tchassiv Iar
- Toretsk
- Kourakhove
- Velyka Novossilka
- Novopavlivka

Sud du Donbass :
- Volnovakha
- Marioupol
  - Bombardements : de l'hôpital
  - du théâtre
  - de l'école d'art
- Pisky
- Vouhledar
  - Pavlivka
- Marïnka
- Contre-offensive de 2023
- Avdiïvka
- Novomykhaïlivka
- Pokrovsk
  - Krasnohorivka
  - Toretsk
- Bombardements :
- Makiïvka
- Donetsk

Campagne du Sud (Mykolaïv, Kherson, Zaporijjia)
- 1re Kherson
- Odessa
- Melitopol
- Mykolaïv
  - Bombardements : à fragmentation
  - du bâtiment administratif
- 1re Berdiansk
- Zaporijjia
- Tchornobaïvka
- Enerhodar
- Voznessensk
- Houliaïpole
- Davydiv Brid
- 2e Berdiansk
- Nova Kakhovka
- 2e Kherson
  - Doudtchany
- Dniepr
- Tchoulakivka
- Contre-offensive de 2023
  - Robotyne

Frappes aériennes dans l'Ouest et le Centre de l'Ukraine
- Lviv (02/2022)
- Vinnytsia (03/2022)
- Yavoriv (03/2022)
- Deliatyne (03/2022)
- Dnipro
- Rivne

Guerre navale
- Île des Serpents (02/2022)
- Moskva (04/2022)

Attaques en Crimée
- Novofedorivka (08/2022)
- Djankoï (08/2022)
- Pont de Crimée (10/2022)
- Base navale de Sébastopol (10/2022)
- Pont de Crimée (07/2023)
- Base navale de Sébastopol (09/2023)

Débordement
- Aéroport de Millerovo
- Sabotages en Russie
- Attaques en Transnistrie
- Sabotage des gazoducs Nord Stream
- Terrain d'entraînement militaire de Soloti
- Explosions en Pologne
- Bases aériennes de Dyagilevo et Engels-2
- Base aérienne de Minsk-Matchoulichtchi
- Crise russo-moldave de 2023
  - Accusations de tentative de coup d'État en Moldavie
- Incident de drone de 2023 en mer Noire
- Rébellion du groupe Wagner

Massacres
- Tchernihiv
- Boutcha
- Borodianka
- Olenivka
- Izioum

La bataille de l'arc de Svitlodarsk est un engagement militaire entre la Russie et l'Ukraine dans le cadre de l'invasion russe de l'Ukraine entre février et mai 2022 pour la prise de la ville de Svitlodarsk, dans l'oblast de Donetsk.
Le 24 février 2022, la Russie envahit l'Ukraine par de multiples offensives terrestres et aériennes. L'offensive de l'est de l'Ukraine se dirige d'abord vers Severodonetsk et Marioupol où s'engage une bataille de longue durée. Sur le front stabilisé depuis 2015 entre Donetsk et Horlivka, l'armée ukrainienne leur oppose une forte résistance. À partir du mois d'avril, les Russes lancent une offensive majeure dans le Donbass aboutissant à la prise de la ville par la Russie qui en revendique le contrôle le 24 mai 2022.

## Contexte
Le 18 décembre 2016, Svitlodarsk est l'objet d'affrontements violents dans le contexte de la guerre du Donbass. Selon les Ukrainiens, les séparatistes prorusses ont lancé trois attaques contre des positions ukrainiennes, qui ont toutes été repoussées. Les forces ukrainiennes ont également affirmé avoir avancé de 1,5 kilomètre près du village de Luhanske, s'emparant d'une hauteur stratégique des séparatistes, la colline 223. La ville est alors le théâtre de combats durant six jours.
Le 24 décembre, pour la première fois depuis six jours, aucun combat n'a eu lieu dans le secteur de Svitlodarsk, après l'entrée en vigueur d'un cessez-le-feu général à minuit.

## Déroulement de la bataille
Le 24 février 2022, alors que débute l'invasion russe de l'Ukraine, l'arc de Svitlodarsk est défendu par la 30e brigade mécanisée. Tout au long du mois de mars, la bataille se déroule essentiellement à coup de duels d'artillerie. Le 10 mars, un gazoduc de la centrale thermique est endommagé par des bombardements russes. Le 12 mars, une colonne blindée russe attaque les positions ukrainiennes de Lozove avant d'être repoussée entraînant la perte de deux véhicules BTR-82A et un char T-72,.
Le 20 avril, les Ukrainiens repoussent une attaque et détruisent un char russe. Le 5 mai, une vidéo de la 30e brigade montre des bombardements ukrainiens à l'aide de mortiers sur des positions séparatistes.
Le 7 mai, les Russes réalisent une percée à Popasna. La 24e brigade mécanisée bat en retraite et quitte la ville après plusieurs semaines de violents combats. La percée met alors en péril la défense à Svitlodarsk.
Le 23 mai, les Ukrainiens abandonnent Troïtske, menacée par l'avancée russe plus au nord. Le lendemain, la 30e brigade se retire de Svitlodarsk, sur des positions "plus favorables", abandonnant la rive est de la Louhan. Pendant la retraite, ils détruisent le pont traversant Luhanka et s'établissent à Luhanske, gardant le contrôle de la centrale thermique de Vouhlehirska. Le 27 juillet, les troupes ukrainiennes se retirent de Novoluhanskyi et de la zone du TPP de Vouhlehirska vers Semihirya et Kodema. Avec les pertes de Popasna et Svitlodarsk, la ville de Bakhmout est dès lors menacée.